# Randen (Gebirge)

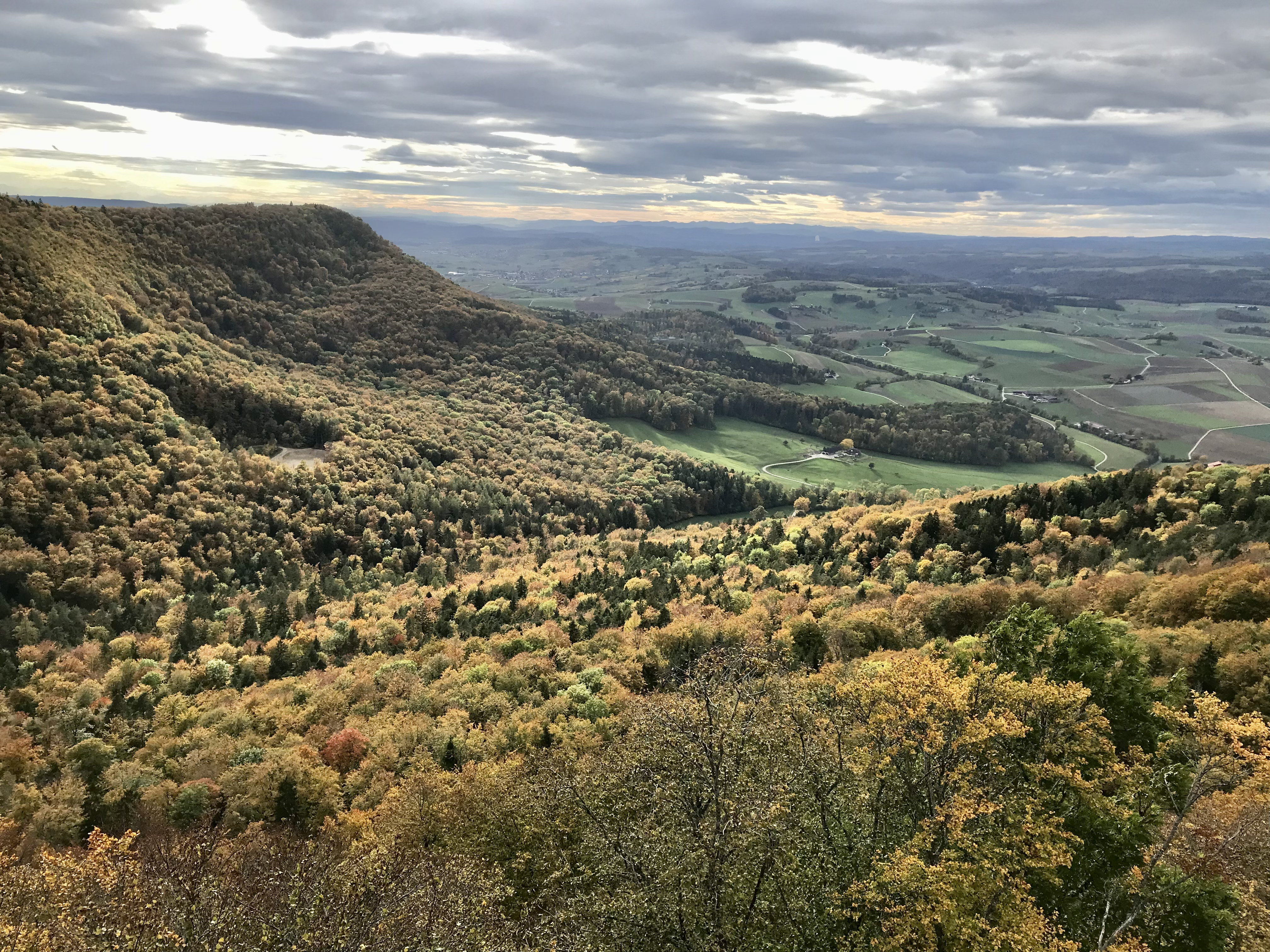
Blick vom Randenturm über den Randen in Richtung Klettgau

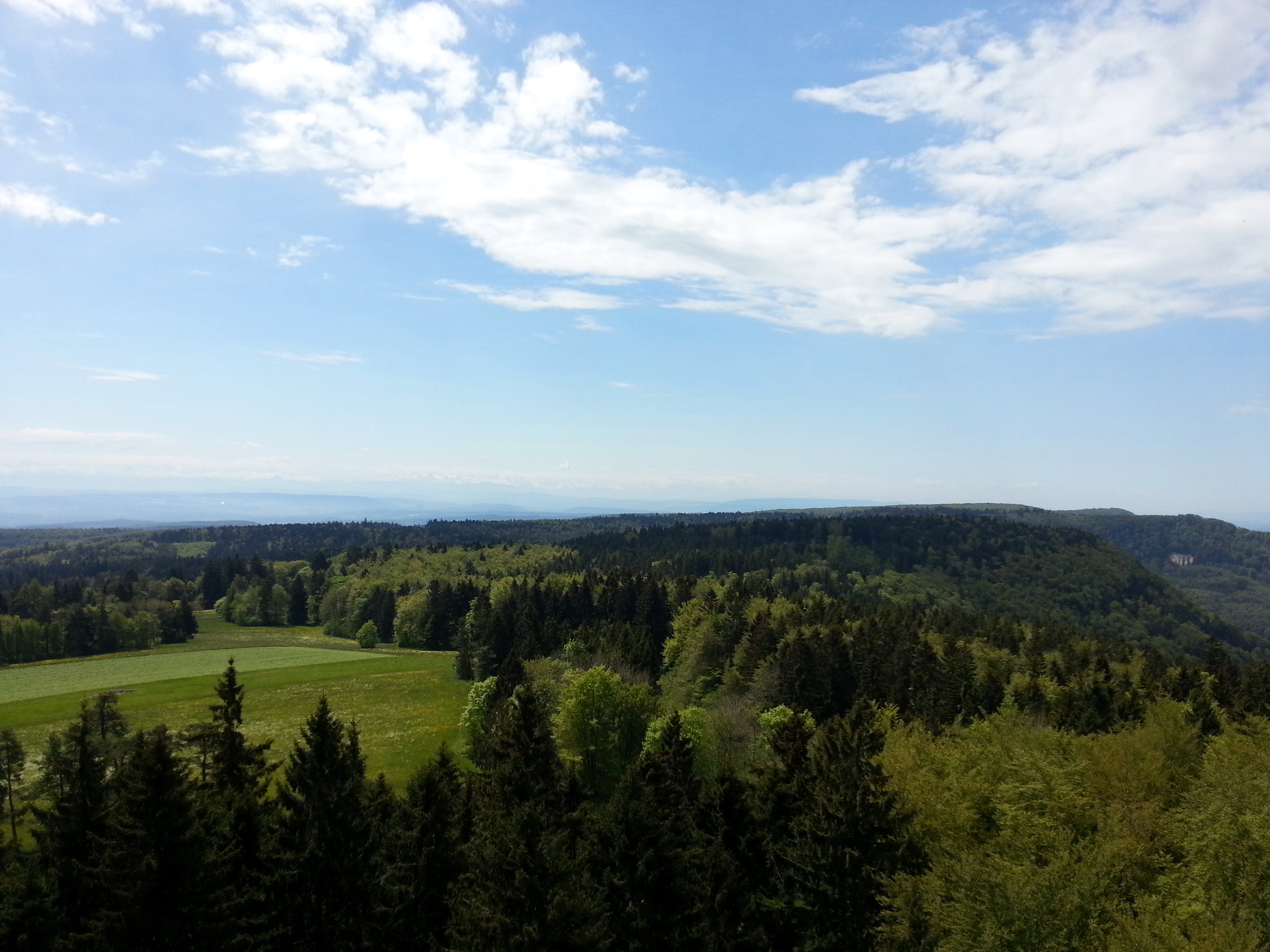
Aussicht vom Hagenturm

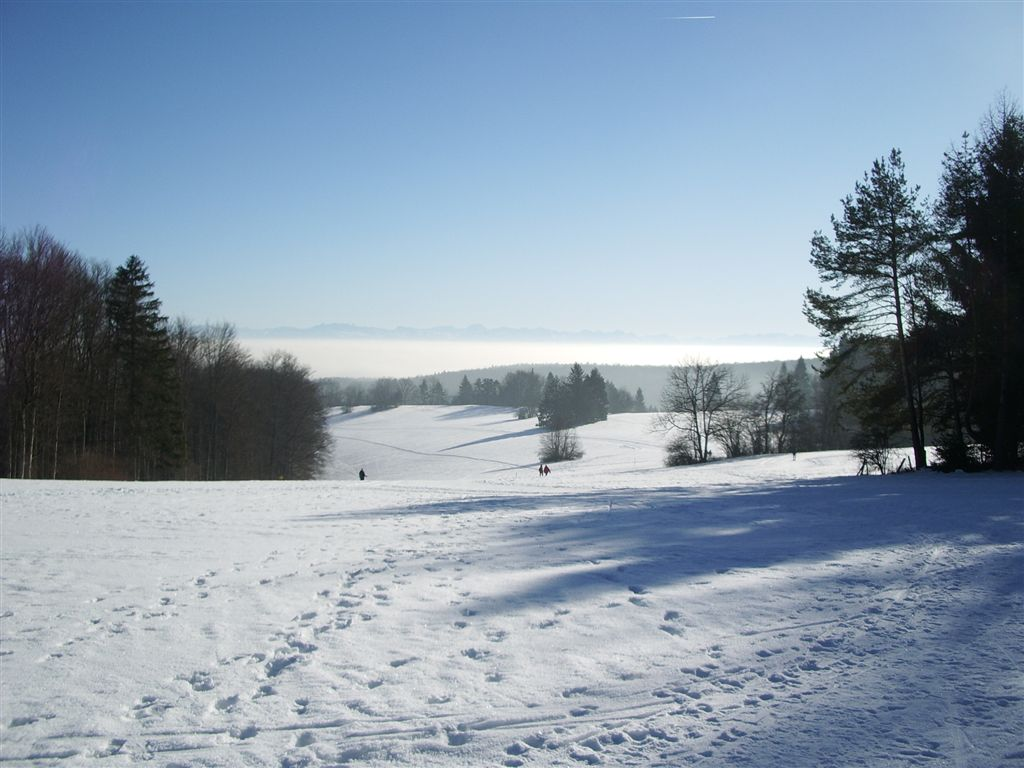
Der Randen im Winter: Blick vom Zelgli auf die Alpen

Topographie des nördlichen Randen (östlich des Wutachknies)

Der Randen ist ein zum grössten Teil im Schweizer Kanton Schaffhausen liegender plateauartiger Höhenzug, der das Südwestende der Schwäbischen Alb bildet. Ein kleiner Teil im Norden, der Hohe Randen, der die höchste Erhebung des Randen mit 930 m ü. M. enthält, befindet sich in Baden-Württemberg bei Fützen; die höchste Erhebung des Randen in der Schweiz ist der Hagen mit 912 m ü. M.. Der eigentliche Randenberg ist eine 833 m ü. M. hohe Erhebung, auf der die deutsche Ortschaft Randen, ein Ortsteil von Blumberg, liegt.
Ein grosser Teil des Randens ist Teil des Regionalen Naturparks Schaffhausen.

## Geologie
Der Randen ist Bestandteil der sich zwischen Basel und Coburg erstreckenden Tafeljura-Landschaft, somit Element des sogenannten Südwestdeutschen Schichtstufenlandes und darin Teil des Alb-Wutach-Gebiets, das hier an den Jura anschliesst.
Der Tafeljura des Randen findet seine Fortsetzung im Süden im Tafeljura von Klettgau, Aargau und Baselbiet, im Norden im Baarjura (Eichberg, Länge u. a.). Der Buchberg bei Blumberg gehört aufgrund seiner Lage südlich der Aitrach eigentlich noch zum Randenkomplex.
Der Randen ist der Westteil einer Weissjura-Schichtstufe. Diese Schichtstufe ist durch Erosion bereits stark zertalt und weist daher kaum noch Stufenflächen auf. Im Bereich der Täler und vor allem im Bereich des westlichen Stufenrandes weist der Randen Traufhöhen von rund 350 Meter (900 m ü. M. bis 550 m ü. M.) auf (vgl. Albtrauf). Die Schichtstufe setzt sich über das grosse Nord-Süd-Tal der Durach (Merishausertal), das den Randen teilweise abgrenzt, nach Osten fort, wo der Reiat den Ostteil der Schichtstufe markiert.
Der Randen ist zum Hauptteil aus Malmschichten aufgebaut, dem sogenannten Weissen Jura, was dann auch auf den Hochflächen als weisser Kalkstein sichtbar ist. Die Hänge des Randen sind durch unterschiedlich harte Schichten dieser Malmformation charakterisiert. Während die harten Kalkschichten steil und zu einem grösseren Teil bewaldet sind, weisen die weicheren Mergelschichten auch flache Terrassen auf. Diese können landwirtschaftlich genutzt werden.
Die Hochflächen des Randen sind von Nordwesten nach Südosten leicht abfallend. Weil die geologischen Schichten stärker geneigt sind als die Hochflächen, folgen von Nordwesten nach Südosten geologisch jüngere Schichten in topographisch tieferen Lagen.
Vor 190 Millionen Jahren überflutete das Jurameer das heutige Randengebiet. In diesem flachen Gewässer wurden während Jahrmillionen Kalkschichten abgelagert, die sich zu Jurakalkgesteinen verfestigten. Die Überreste der Meeresbewohner findet man heute noch in grosser Zahl in Form von Fossilien (Versteinerungen).

## Geographie

### Gemeinden am Randen
Die ehemalige Gemeinde Hemmental, heute ein Ortsteil von Schaffhausen, befindet sich im Hemmentalertal und ist als einzige Schweizer Ortschaft vollständig vom Randen umgeben. Folgende Gemeinden befinden sich an den Abhängen des Randen (im Uhrzeigersinn von Schaffhausen ausgehend): Schaffhausen, Neuhausen am Rheinfall, Beringen, Löhningen, Siblingen, Schleitheim, Beggingen, Blumberg, Bargen, Merishausen. Das Schaffhauser Breite-Quartier liegt ausserdem vollständig auf einem Ausläufer des Randen.
Schleitheim und Beggingen sowie in der historischen Überlieferung auch Grimmelshofen sowie einige abgegangene Plätze zählen zum Randental.

### Sieben Randen (Berge)

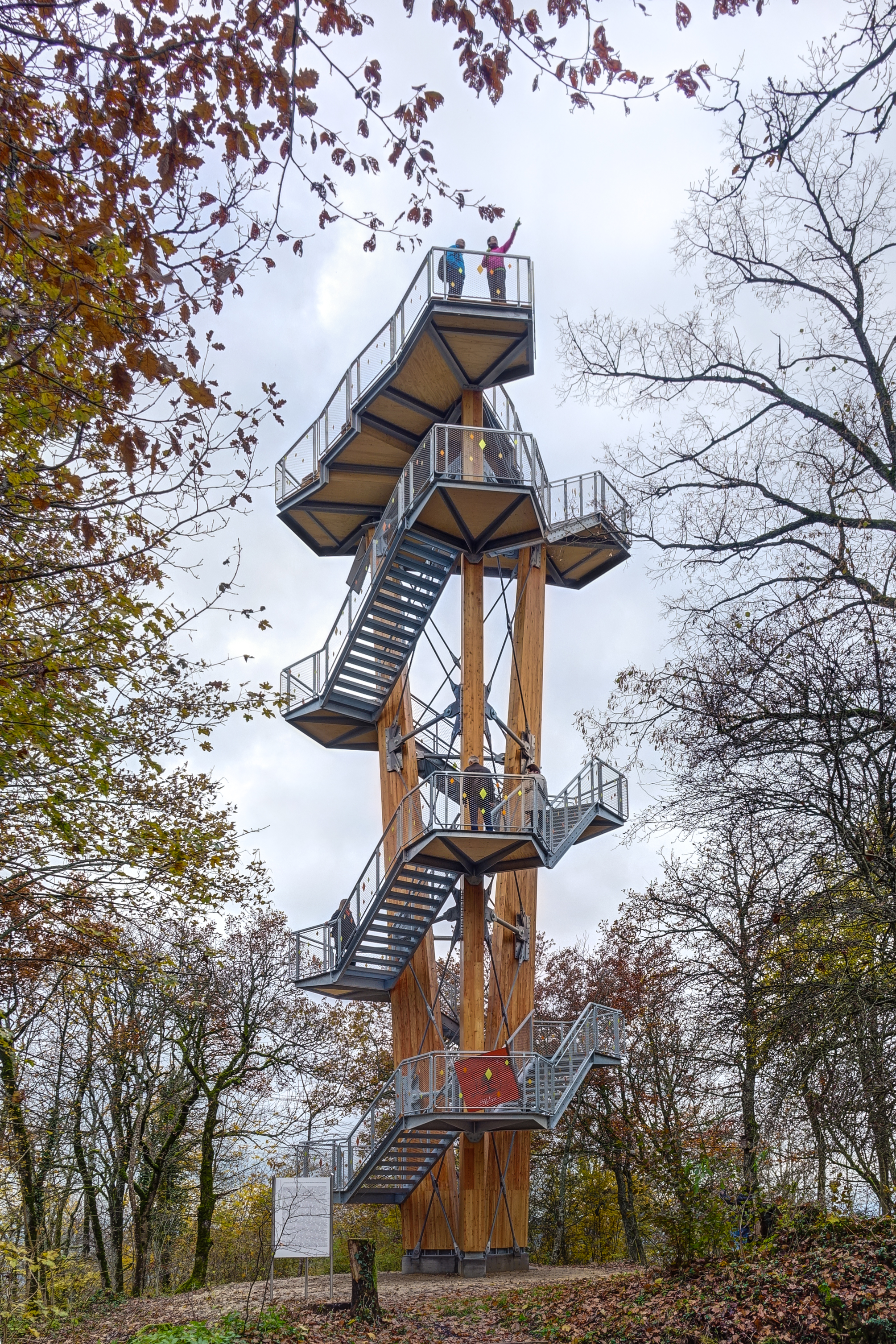
Siblinger Randenturm, Baujahr 2014

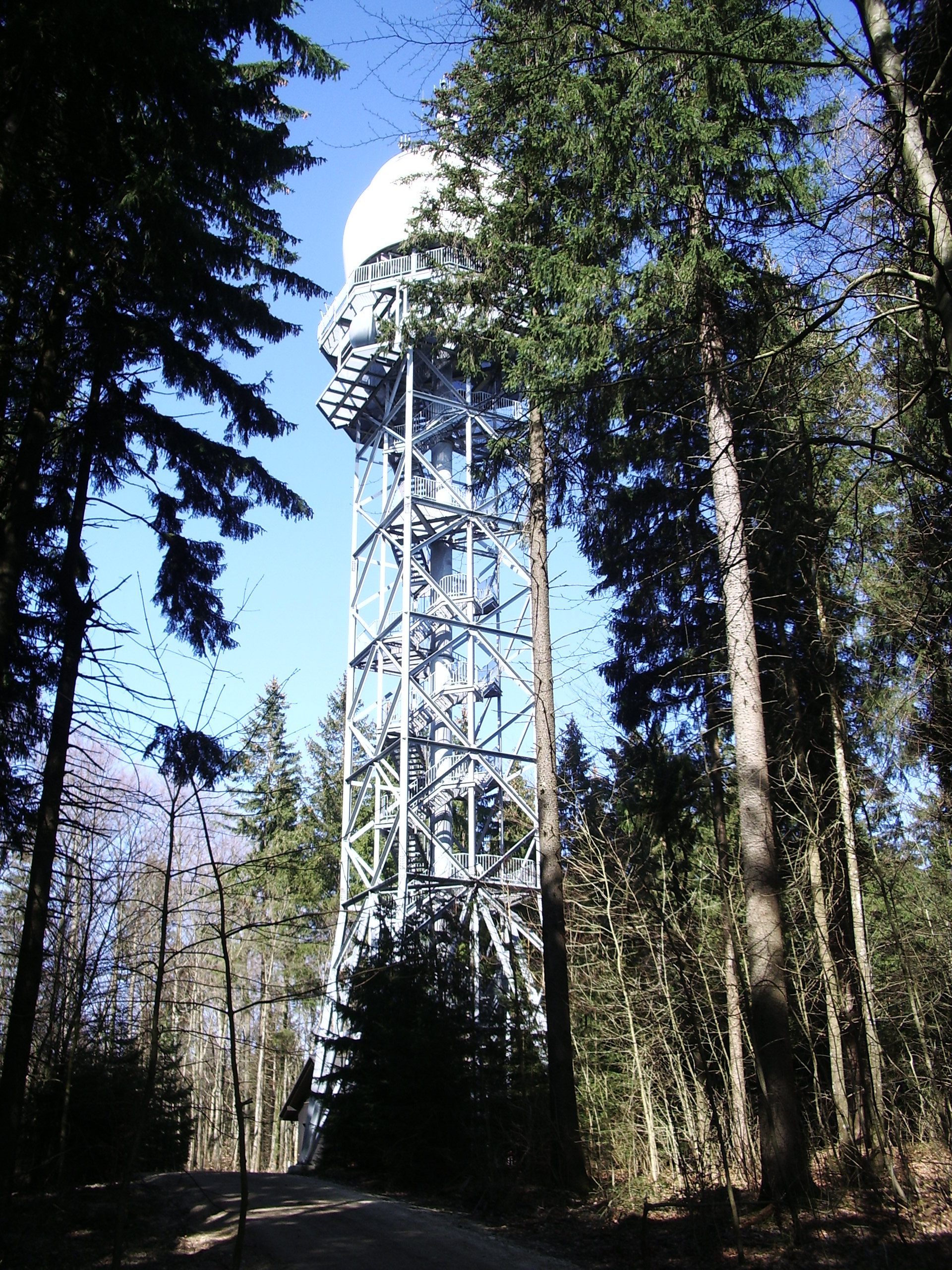
Hagenturm

Durch nach Schaffhausen konvergierende Erosionstäler (Merishausertal, Orserental, Hemmentalertal und Eschheimertal) und andere Erosionstäler (Lieblosental, Kurztal, Langtal, Chällen, Dostental und Mühlental) kann der Randen in viele Abschnitte zerlegt werden, und es wird daher auch von sieben verschiedenen Randen gesprochen.
Dabei gibt es auf vier der Schweizer Randen Aussichtstürme:
- Beringer Randen (650 m ü. M.) bei Beringen mit Beringer Randenturm
- Siblinger Schlossranden (790 m ü. M.) bei Siblingen mit Siblinger Randenturm und Ruine Hartenkirch
- Bargemer Randen (848 m ü. M.) bei Bargen
- Schleitheimer Schlossranden (896 m ü. M.) bei Schleitheim mit Schleitheimer Randenturm und der Ruine Randenburg
- Langer Randen (900 m ü. M.) zwischen Siblingen und Schleitheim
- Hagen (912 m ü. M.) bei Merishausen mit Hagenturm
- Hoher Randen oder auch Großer Randen bei Blumberg (Schwarzwald-Baar-Kreis) in Deutschland (929,5 m ü. NHN, auch 930,2 m ü. M.[3]).

Der höchste schweizerische Punkt des Randen liegt mit 912 m ü. M. auf dem Gebiet der Gemeinde Merishausen in der Nähe des Hagenturms. Alle vier Randentürme bieten Rundsicht in die Schweizer Alpen, den Schwarzwald, in den Klettgau und den Hegau.
Auf flach gelagerten Kalkplatten entstanden leicht gewellte Hochflächen, die mit scharf geschnittenen Oberkanten steil gegen kastenförmige Täler abbrechen. Diese weithin sichtbaren Ränder gaben dem Gebiet den Namen.

### Südranden
Als Südranden bezeichnet man in der Schweiz den Höhenzug, der im Osten bei Neuhausen am Rheinfall beginnt, über den Laufferberg, Jestetten, den Wannenberg und Rossberg (inklusive Ruine Radegg) führt und im Westen mit dem Hasenberg bei Osterfingen respektive Wilchingen endet. Im Südranden wurde bis zur 1. Hälfte des 20. Jahrhunderts Bohnerz gefördert, was heute noch anhand vieler Bohnerzgruben ersichtlich ist.

### Kleiner Randen
Als Kleinen Randen bezeichnet man in Deutschland den Höhenzug, der im Westen zwischen Kadelburg und Lauchringen (Homberg) hin zur Küssaburg beginnt und über den Wannenberg mit dem Sender Wannenberg und den Birnberg zum Kalten Wangen führt. Von dort aus führt er vom Kätzler bei Grießen, Riedern am Sand und Bühl zum Eichberg bei Dettighofen, weiter nach Baltersweil und den Dietenberg nach Balm. Auf der Rheinseite verläuft er von Küßnach und Bergöschingen zum Kalten Wangen und zieht dort an Hohentengen am Hochrhein und dem Rafzer Feld entlang bis Rheinau. Das Wangental trennt den Kleinen Randen vom Südranden.

### Gewässer
Infolge des kalkigen Untergrunds gilt der Randen als wasserarm, und alle kleineren Bäche ausser der Durach führen bei Trockenheit kein Wasser.
- Durach (Quelle bei Bargen)
- Hemmentaler Bach (Quelle bei Hemmental)
- Kluusbach (Quelle auf dem Griesbach bei Schaffhausen)
- Seltenbach (Quelle im Langtal über Siblingen)
- Chrebsbach/Zwärenbach (Quelle am Fusse des Schleitheimer Schlossranden)
- Chällengraben (Quelle bei Beggingen)
- Mühlbach (Quelle bei Epfenhofen am Hohen Randen)
- Krebsbach (Quelle bei Randen/Blumberg)
- Kompromisbach (Quelle bei Kommingen)

## Zufahrten
Alle Randengemeinden sind per Bus erreichbar. Die Hochflächen sind durch den öffentlichen Verkehr nur gering erschlossen. Bei gutem Wetter verkehren an Sonn- und Feiertagen von Siblingen auf den Siblingerranden und von Hemmental zum Mäserich Kleinbusse. Die Anschlüsse an die Linien 21 (Siblingen) und 22 (Hemmental) von und nach Schaffhausen sind gewährleistet.
Der ganze Randen ist verkehrsfrei. Abgesehen von der Randenüberfahrt via Hemmental dürfen nur die folgenden Strassen durch den motorisierten Privatverkehr benutzt werden: Siblingen–Siblinger Randenhaus, Schaffhausen–Beringer Randen (Naturstrasse) und Kistenpass Beringen-Schaffhausen (Naturstrasse).

### Randenüberfahrt
Die Randenüberfahrt (Scheitelhöhe von 847 m ü. M.) verbindet Beggingen mit Hemmental und ist 10 km lang. Die Strasse ist nicht durchgängig asphaltiert. Ein rund zwei Kilometer langes Stück nördlich von Hemmental ist geschottert. Die Strecke darf vom motorisierten Privatverkehr befahren werden und ist im Winter geöffnet.

## Tourismus

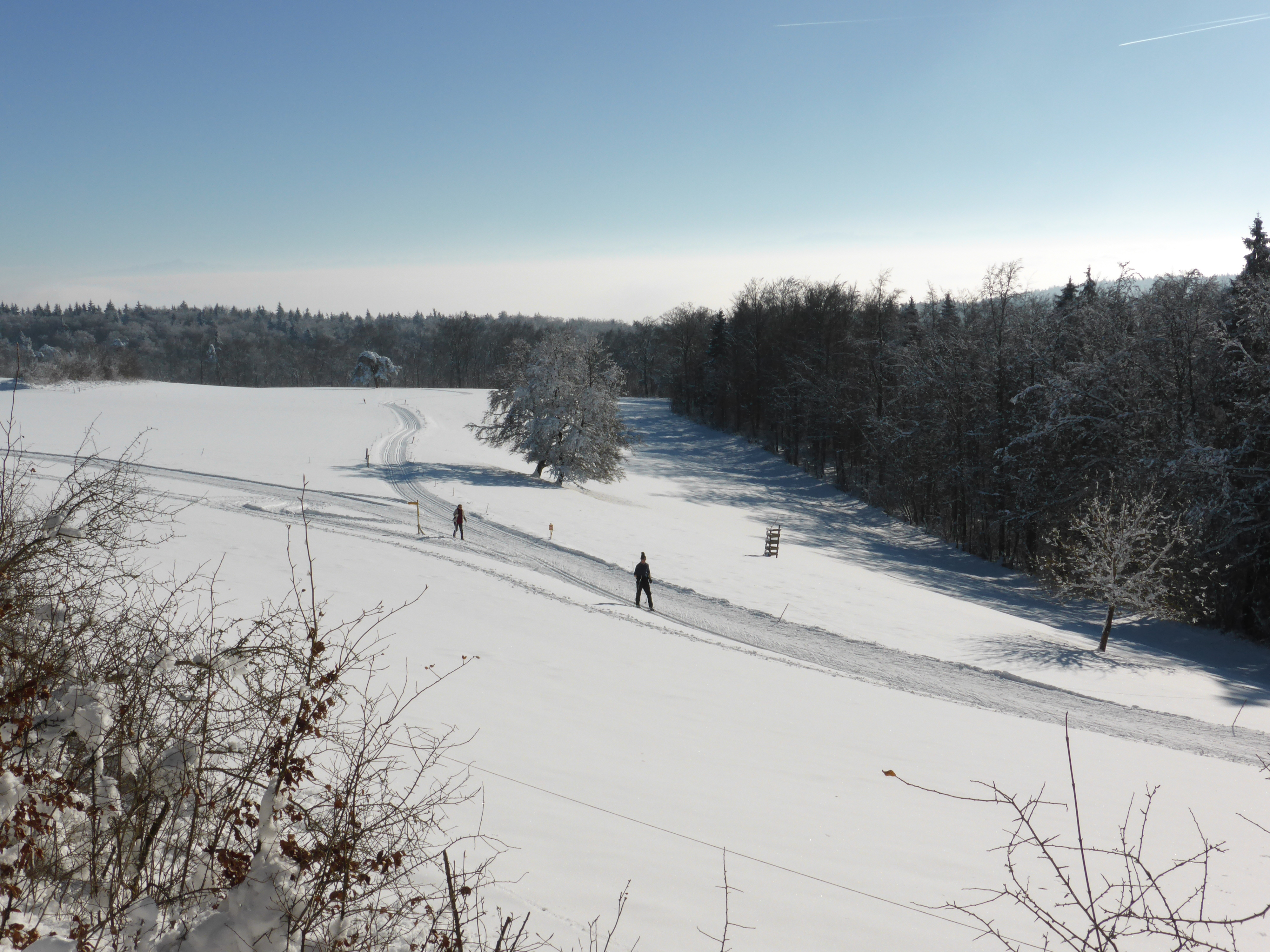
Langlauf auf dem Siblinger Randen

Der Randen ist ganzjährig ein beliebtes Wandergebiet mit vielen gut markierten Wanderwegen. Ein Teil des Randen liegt im Regionalen Naturpark Schaffhausen. Auf dem Randen gibt es viele offizielle Feuerstellen. Die bekannteste ist bei der Spiel- und Lagerwiese «Zelgli» (868 m ü. M.) beim Schleitheimer Schlossranden.
Die regionale Route 34 Klettgau-Rhein-Weg von Wanderland Schweiz führt von Hallau nach Schaffhausen. Der Donau-Randen-Pilgerweg führt über den Randen nach Einsiedeln. Die beiden Natura Trails der Naturfreunde führen durch Gebiete mit seltenen Orchideenarten.
Mehrere Mountainbike-Strecken sind auf dem Randen vorhanden, u. a. die Route 50 Schaffhauserland Bike von Mountainbikeland Schweiz. So führt auch alljährlich das lokale Mountainbike-Rennen Randen Bike Race über die Höhen des Randen. Im Jahre 2012 wurde der elfte und letzte Bikemarathon des nationalen EKS-Goldenrace ausgetragen.
Im Winter werden bei guten Schneeverhältnissen Langlaufspuren von 15 km resp. 7 km (klassisch) mit Start beim Siblinger Randenhaus sowie eine 10 km lange Skatingloipe präpariert. Weitere Rundkurse werden im Eschheimertal (3–5 km) und bei Bargen (2,5 km) gespurt. Nicht präparierte Aufstiege sind durch das Eschheimertal (10 km) sowie von Hemmental (5 km) signalisiert. Die Loipen werden durch die Langlaufwandergruppe Schaffhausen betreut.
Auf dem Randen gibt es folgende Gasthäuser: Siblinger Randenhaus, Beringer Randenhaus, Schleitheimer Schlossranden (nur im Sommer/Herbst an Wochenenden), Hasenbuck-Hütte des Schweizer Alpen-Club (SAC), Naturfreundehaus Buchberg, Kadetten-Hütte, Babental bei Schleitheim. In jeder Talgemeinde befinden sich ebenfalls Gaststätten.
Beliebt ist die Sauschwänzlebahn, sie führt von Weizen über Grimmelshofen, Fützen und Epfenhofen mit Kehrtunneln und Viadukten nach Blumberg. Der Große Stockhalde-Kehrtunnel ist 1700 Meter lang und weltweit der einzige Kreiskehrtunnel in einem Mittelgebirge.

## Vegetation und Landwirtschaft
Die geologischen Eigenheiten sind prägend für das Landschaftsbild: der Randen besteht vor allem aus kargen, fast nicht besiedelten und nur land- und forstwirtschaftlich genutzten Hochflächen. Ein Grossteil des Randen ist bewaldet. Waldföhrenstreifen, die man am Ende des 19. Jahrhunderts auf brachgelegten Äckern anlegte, lassen ihn zuweilen wie einen Park aussehen.
Die Freiflächen werden grösstenteils extensiv bewirtschaftet. Häufig findet man Magerwiesen mit reicher Artenvielfalt mit u. a. in der Schweiz seltenen Orchideen (bei der Hasenbuck-Hütte) und Steppenpflanzen. Die Bewirtschaftung der Randenhochflächen erfolgt mit wenigen Ausnahmen von den Talgemeinden aus. Das Kalkgestein kann nur wenig Wasser speichern. In trockenen Jahren entsteht Wassermangel.

## Klima
Der Randen liegt im «Regenschatten» des Schwarzwaldes und gehört daher zu den trockensten Gebieten der Schweiz. Im langjährigen Mittel fallen hier nur 760–800 mm Niederschlag (= Liter pro m² und Jahr).

## Geschichte
Die Randenhöhen wurden ab dem Frühmittelalter gerodet und mit Einzelhöfen und kleinen Dörfern besiedelt (z. B. Eschheim im heutigen Eschheimer Tal), die ab dem 14. Jahrhundert meist wieder aufgegeben wurden.
Mitte Juni 1067 verlieh der römisch-deutsche König Heinrich IV. dem Gründer des Klosters Allerheiligen und der Stadt Schaffhausen Graf Eberhard VI. von Nellenburg ein grosses Jagdgebiet (Mundat, Wildbann), das grosse Teile des Randengebiets ausgehend vom Roderichstein umschloss. Da der Kanton Schaffhausen Rechtsnachfolger von Stadt und Kloster ist, wird das Jagdgebiet auf dem Randen als Kern des heutigen Kantons Schaffhausen angesehen. Neben Rhein und Klettgau ist der Randen von grosser Bedeutung für die Schaffhauser Identität.
Neben der Landwirtschaft war der Randen bis ins 19. Jahrhundert als Holzlieferant und Gebiet zur Eisenerzgewinnung von Bedeutung, so z. B. für das Eisenwerk Laufen am Rheinfall und die Giesserei von Johann Conrad Fischer. Die Waldnutzung war so stark, dass der Randen im 17. Jahrhundert fast völlig abgeholzt war. Erst Ende des 19. Jahrhunderts wurden zur Forstwirtschaft brachgelegte Äcker im grossen Stil wieder aufgeforstet.
Im frühen 20. Jahrhundert entstanden erneut Einzelhofsiedlungen (Griesbachhof, Blashalde, Hägliloo, Siblinger Randenhof).
Während des Orkans Lothar wurden am 26. Dezember 1999 grosse Waldbestände auf dem Randen zerstört.